# Délégation sénatoriale aux outre-mer
Présentation
Bureau
La délégation sénatoriale aux outre-mer est une délégation du Sénat français s'intéressant aux questions relatives à la France d'outre-mer.

## Base légale
La délégation sénatoriale aux outre-mer est créé en novembre 2011 par une instruction générale du bureau du Sénat. Elle dispose fondement législatif aux termes de l'article 99 de la loi no 2017-256 du 28 février 2017 de programmation relative à l'égalité réelle outre-mer, qui insère un article 6 decies dans l'ordonnance no 58-1100 du 17 novembre 1958 relative au fonctionnement des assemblées parlementaires.
La délégation est composée à parité de 21 sénateurs élus dans les collectivités visées à l’article 72-3 de la Constitution et de 21 sénateurs des circonscriptions métropolitaines à la représentation proportionnelle des groupes politiques, ces derniers devant être issus d'une représentation équilibrée des commissions permanentes.
Selon Jean-Pierre Bel, président du Sénat de 2011 à 2014, la délégation est créée après la grève générale en Guyane et aux Antilles françaises en 2008-2009.
Micheline Jacques est élu président le 9 novembre 2023 et succède à Stéphane Artano.